# Brownwood
La ville de Brownwood est le siège du comté de Brown, dans l’État du Texas, aux États-Unis. Sa population s’élevait à 19 288 habitants lors du recensement de 2010, estimée à 18 831 habitants en 2017.

## Histoire
Le 19 avril 1976, une tornade de degré F5 frappe Brownwood, causant d'importants dégâts et blessant onze personnes.

## Démographie
| Groupe            | Brownwood | Texas | États-Unis |
| ----------------- | --------- | ----- | ---------- |
| Blancs            | 82,8      | 70,4  | 72,4       |
| Autres            | 7,9       | 10,6  | 6,4        |
| Afro-Américains   | 5,0       | 11,9  | 12,6       |
| Métis             | 2,3       | 2,7   | 2,9        |
| Asiatiques        | 0,5       | 3,8   | 4,8        |
| Amérindiens       | 0,5       | 0,7   | 0,9        |
| Total             | 100       | 100   | 100        |
|                   |           |       |            |
| Latino-Américains | 25,9      | 37,6  | 16,7       |

Selon l’American Community Survey pour la période 2011-2015, 90,46 % de la population âgée de plus de 5 ans déclare parler l'anglais à la maison, 8,68 % déclare parler l'espagnol et 0,85 % une autre langue.

## Source
- (en) Cet article est partiellement ou en totalité issu de l’article de Wikipédia en anglais intitulé « Brownwood, Texas » (voir la liste des auteurs).

1. ↑  (en-US) « 1976 Brown County Tornado », sur www.crh.noaa.gov (consulté le 17 mars 2018).
2. ↑  (en) « Brownwood, TX Population - Census 2010 and 2000 », sur censusviewer.com.
3. ↑  (en) « Population of Texas - Census 2010 and 2000 », sur censusviewer.com.
4. ↑  (en) « Language spoken at home by ability to speak English for the population 5 years and over », sur factfinder.census.gov.